# Mikrokosmos
Mikrokosmos é a obra didática mais importante do compositor Béla Bartok, escrita entre 1926 e 1937 e publicada em 1940.
A obra é uma coleção em seis volumes de 153 peças curtas e 33 exercícios para piano, piano e voz e dois pianos. Ao longo da coleção Bartók introduz ao estudante distintas problemáticas rítmicas, melódicas, harmônicas e pianísticas. Apesar de terem sido criadas inicialmente com propósitos didáticos é comum o uso de peças do Mikrokosmos como peças de concerto, principalmente dos últimos volumes.
Péter Bartók, filho de Béla, começou a estudar piano em 1936 com o pai e afirmou ter servido como uma espécie de "cobaia" para as peças, que o compositor escrevia mais rápido do que ele conseguia estudar. Bartók nunca havia ensinado piano a alunos iniciantes, e foi auxiliado pela professora de piano Margit Varró a organizar a obra de uma forma que fosse mais acessível a principiantes.
O Mikrokosmos é particularmente notável como método de ensino de piano pelo abrangente uso de material musical não tradicional. Neste sentido contrasta com outros métodos e  estudos de uso comum, como os de  Czerny e  Cramer. Desde as primeiras peças o estudante é introduzido tanto a  escalas diatônicas tonais quanto modais, bem como a escalas  pentatônicas,  exóticas, politonalidade,  formas canônicas e outros aspectos musicais típicos da música moderna. Por estas características a obra é especialmente útil como uma introdução à música da primeira metade do século XX.